# Lydia Barblan-Opieńska
Lydia Barblan-Opieńska (* 14. April 1890 in Morges; † 1983 ebenda) war eine Schweizer Sängerin, Komponistin, Chorleiterin und Musikpädagogin.

## Leben

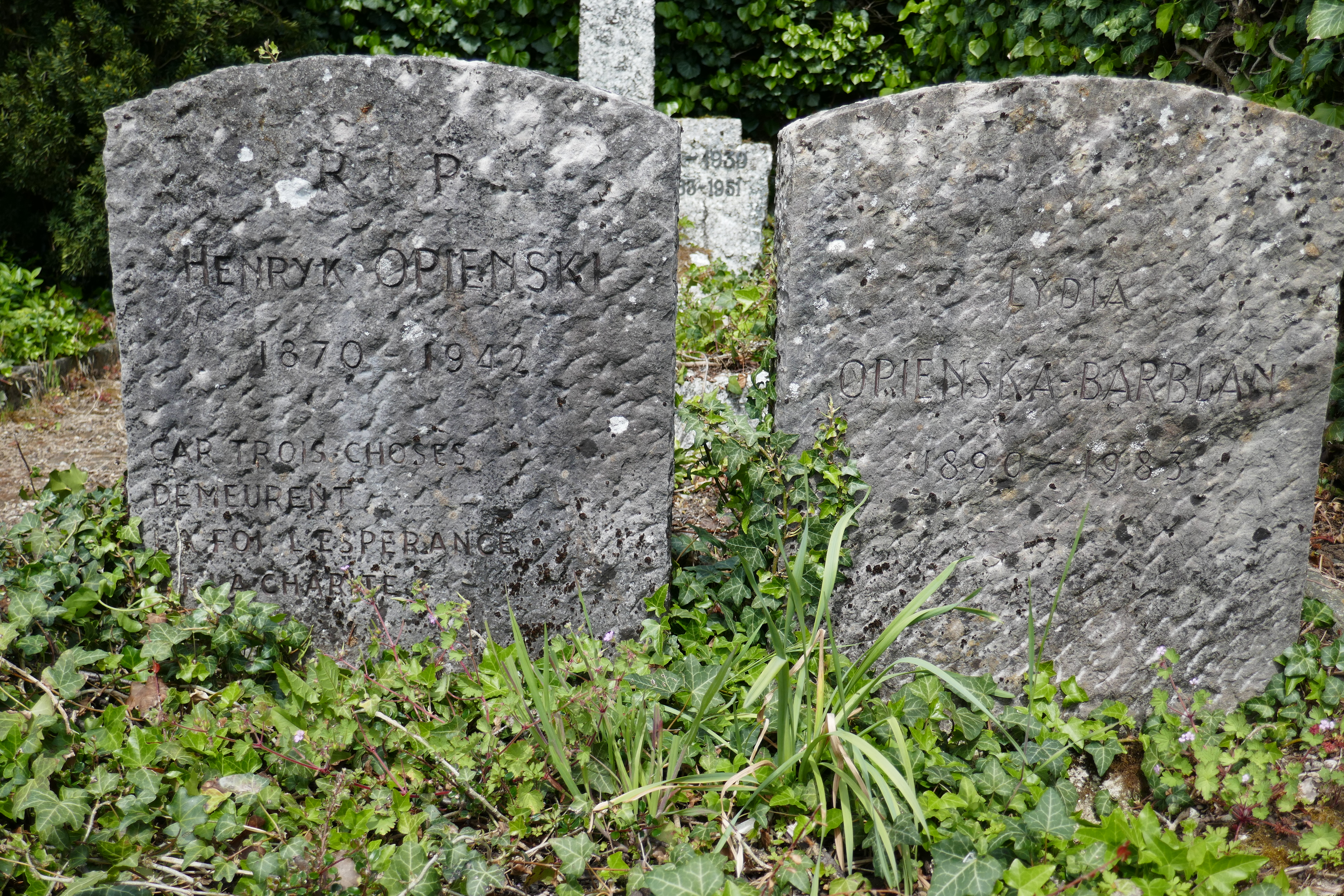
Das Grab von Barblan-Opieńska (rechts) und ihrem Mann auf dem Friedhof von Tolochenaz

Barblan-Opieńska studierte Klavier und Harmonielehre in Freiburg, Paris und Basel, später Gesang und Komposition. Zwischen 1911 und 1926 unterrichtete sie Gesang an den Konservatorien in Freiburg, Basel, Posen und Lausanne. 1924 heiratete sie den Komponisten Henryk Opieński. Gemeinsam mit ihm gründete sie in Lausanne das zehnköpfige Vokalensemble Motet et Madrigal. Nach dem Tod Opieńskis leitete sie Frauenchöre in Yens und Gimel und gründete in Morges den Chor Les Mouettes. In Konzerten machte sie polnische Musik in der Schweiz bekannt. Daneben hielt sie Vorlesungen über orthophone Gesangstechnik. Als Komponistin trat sie mit Kantaten, Klavier- und Chorwerken und Liedern hervor. Die polnische Regierung zeichnete sie mit dem Goldenen Verdienstkreuz der Republik Polen aus.